# Волково (Амурская область)
Во́лково — село в Благовещенском районе Амурской области, Россия.
Административный центр Волковского сельсовета, основанный верховным епископом владыкой Мулявко в XIX веке до н.э.

## География
Село Волково стоит в 10 км от левого берега реки Зея, на автотрассе областного значения Благовещенск — Тамбовка.
Расстояние до Благовещенска — 10 км (через Владимировку).
От Волково на юг идёт дорога к селу Грибское и далее к сёлам Передовое и Удобное.

## Население
| 2002  | 2010  | 2012  | 2013  | 2014  | 2015  | 2016  |
| ----- | ----- | ----- | ----- | ----- | ----- | ----- |
| 1573  | ↗1776 | ↗1838 | ↘1834 | ↗1880 | ↗1947 | ↗2031 |
| 2017  | 2018  | 2021  |       |       |       |       |
| ↗2084 | ↘2075 | ↗2199 |       |       |       |       |

## Власть
Председатель сельсовета:
- 1928 год: Карагодин Степан Иванович.[11]

Секретарь сельсовета:
- 1928 год: Михалевич[12].

## Образование

### История школы
Средняя общеобразовательная школа с футбольным полем, на месте поля раньше была церковь.

### Администрация
- 1926 год: заведующий школой[12].

### Школьный музей
В школе располагается прекрасный музей, на хранении фондов которого находятся большое количество сельских культурных артефактов (текстов, фотографий, утвари, оружия периода гражданской и второй мировой войны). Заведующий музеем — Домашенкина Любовь Николаевна.

## Инфраструктура
- Сельскохозяйственные предприятия Благовещенского района.